# Jang Sun-woo
Dans ce nom coréen, le nom de famille, Jang, précède le nom personnel.
Jang Sun-woo est un réalisateur et scénariste sud-coréen, né le 20 mars 1952 à Séoul. 
Il obtient une licence en anthropologie de l'université nationale de Séoul.

## Filmographie
- 1986 : Seoul Jesus (en) (서울 황제, Seoul Hwangje)
- 1988 : The Age of Success (en) (성공시대, Songgong sidae)
- 1990 : Lovers in Woomuk-Baemi (en) (우묵배미의 사랑, Woomuk-Baemi ui sarang)
- 1991 : Gyeongmajang ganeun gil (경마장 가는 길)
- 1993 : Hwaomkyung (화엄경)
- 1994 : Neoege nareul bonaenda (너에게 나를 보낸다)
- 1995 : The Cinema on the Road (Gilwe-eui younghwa)
- 1996 : A Petal (꽃잎, Ggotip)
- 1998 : Timeless Bottomless Bad Movie (나쁜 영화, Nappun yeonghwa)
- 1999 : Fantasmes (거짓말, Gojitmal)
- 2002 : Resurrection of the Little Match Girl (성냥팔이 소녀의 재림, Sungnyangpali sonyeoui jaerim)